# The Girl in 419
Pour plus de détails, voir Fiche technique et Distribution.
The Girl in 419 est un film américain réalisé par Alexander Hall et George Somnes (en), sorti en 1933.

## Synopsis
Après avoir été retrouvée dans la rue à moitié morte, une jeune femme est transportée à l’hôpital, où l'attends un gangster pour terminer le travail.

## Fiche technique
- Titre français : The Girl in 419
- Réalisation : Alexander Hall et George Somnes (en)
- Scénario : Allen Rivkin (en), P. J. Wolfson et Manuel Seff
- Photographie : Karl Struss
- Société de production : Paramount Pictures
- Pays de production : États-Unis
- Format : Noir et blanc - 1,37:1
- Genre : comédie dramatique
- Durée : 67 minutes
- Date de sortie : 1933

## Distribution
- James Dunn : Dr Daniel French
- Gloria Stuart : Mary Dolan
- David Manners : Dr Martin Nichols
- William Harrigan : Peter Lawton
- Shirley Grey : Irene Blaine
- Jack La Rue : Sammy
- Johnny Hines : Slug
- Vince Barnett : Otto Hoffer
- Kitty Kelly : Kitty
- Edward Gargan : 'Babs' Riley
- James Burke : Détective Jackson
- Clarence Wilson : Walter C. Horton
- Gertrude Short : Lucy
- Effie Ellsler : Mme Young
- Hal Price (en) : Rankin